# 中野翠
中野 翠（なかの みどり、本名非公開、女性、1946年7月21日 - ）は、日本のコラムニスト、エッセイストである。社会・事件に関する批評のほか、映画や本、落語に関する文章で知られる。

## 人物
埼玉県浦和市（現・さいたま市）生まれ。父は読売新聞社の記者だった。筆名は尾崎翠にちなむ。
週刊誌 『サンデー毎日』に1985年（昭和60年）から続くエッセイの連載を持つほか、映画評論家としては『週刊文春』（文藝春秋）の｢シネマチャート｣に（かつては品田雄吉やおすぎら）芝山幹郎、森直人らと並んで採点表の連載を担当。また、友人である坪内祐三の示唆等で、明治期の著作家や奇人などに親しみ、彼等について紹介する本も執筆している。

### 経歴
埼玉県立浦和第一女子高等学校を経て、早稲田大学政治経済学部卒業。大学に在籍していた際は社会科学研究会に所属し、ノンセクトながら学生運動に共鳴していた。評論家の呉智英とは、「早稲田時代に同じ部屋に住んでいた」というゴシップが流れた事があるが、呉は、同じ部室を共有するサークル「文学研究会」のメンバーであった。
大学卒業後、読売新聞社出版局図書編集部でのアルバイト、主婦の友社勤務をへて、秋山道男が編集していた西友のPR雑誌『熱中なんでもブック』（後に『青春評判ブック』）の編集スタッフをつとめ、同僚として親友になる林真理子と出会う。また唯一「師」と仰ぐ三宅菊子のアシスタントも務める。
その後、文筆業に専心。初めての単著は1984年（昭和59年）に出版された『ウテナさん　祝電です』（主婦の友社）。なお、1990年の『ウテナさん…』の新潮文庫での文庫化時の前書きにおいて、（1982年刊行の編著『上等少女趣味101コラム』とあわせて）「この、80年代前半に出した二冊は、私としては闇から闇へと葬りさっておきたい種類の本なのであった」と書いている。
1985年（昭和60年）7月、週刊誌『サンデー毎日』にコラム「電気じかけのペーパームーン」を連載開始。同連載は1989年（平成元年）に「私の青空」と改題、さらに1994年（平成6年）に「満月雑記帳」と改題して続いており、社会事件や新作映画などへの感想もこのコラム上で表明することが多い。
日本のフェミニズム運動に対して過去に批判的であったこともあり、1987年（昭和62年）のアグネス論争では林真理子を支持し、アグネス・チャンを批判したため、上野千鶴子らフェミニストの猛反発をうけた。
林とは長年の友人であるものの、「自分と価値観が正反対な人」とも語っており、90年代以降は中野の文章上に実名で登場することはなくなった。一方、林はエッセイ中の和服に関したエピソードで中野を引き合いに出すことがある。

### 自己分析
中野が自らのエッセイで述べる自分像によると、物事の否定的コメントの際は、端的にそっけない単語で的確な表現をするのを好む。うるさく吠える犬が綱につながれているとき、綱のリーチのぎりぎりまで近寄って｢うるさいぞっ！｣と言った後に避難するタイプと自らを評する。
母性愛や女性性に依存したものに興味を持たず、夏目漱石云う所の“精神の田舎者”に対する反感が強い。
テレビへの出演は拒否している。

## 著作

### 「サンデー毎日」連載の単行本
- 『迷走熱』（毎日新聞社、1987、後に文春文庫、1993）
- 『偽天国』（毎日新聞社、1988、後に文春文庫、1993）
- 『最新刊』（毎日新聞社、1989、後に文春文庫、1993）
- 『私の青空』（毎日新聞社、1991、後に文春文庫、1995）
- 『1991 私の青空』（毎日新聞社、1991、後に『私の青空1991』と改題して文春文庫、1996）
- 『92　 私の青空』（毎日新聞社、1992、後に『ひょんな人々　92・私の青空』と改題して文春文庫、1997）
- 『満月雑記帳 '92～'93年』（毎日新聞社、1993、後に文春文庫、1997）
- 『犬がころんだ』（毎日新聞社、1994、後に文春文庫、1999）
- 『偽隠居どっきり日記』（毎日新聞社、1995、後に文春文庫、2000）
- 『クダラン』（毎日新聞社、1996、後に文春文庫、2002）
- 『無茶な人びと』（毎日新聞社、1997、後に文春文庫、2004）
- 『厭々日記』（毎日新聞社、1998）
- 『へなへな日記』（毎日新聞社、1999）
- 『くすだま日記』（毎日新聞社、2000）
- 『ほぼ地獄。ほぼ天国。』（毎日新聞社、2001）
- 『あんまりな』（毎日新聞社、2002）
- 『まんざら』（毎日新聞社、2003）
- 『ここに幸あり』（毎日新聞社、2004）
- 『甘茶日記』（毎日新聞社、2005）
- 『コラム絵巻』（毎日新聞社、2006）20年分の連載の選集
- 『よろしく青空』（毎日新聞社、2006）
- 『本日、東京ロマンチカ』（毎日新聞社、2007）
- 『ラクガキいっぷく』（毎日新聞社、2008）
- 『おみごと手帖』（毎日新聞社、2009）
- 『ごきげんタコ手帖』（毎日新聞社、2010）
- 『金魚のひらひら』（毎日新聞社、2011）
- 『みずいろメガネ』（毎日新聞社、2012）
- 『東京プカプカ』（毎日新聞社、2013）
- 『晴れた日に永遠が・・・』（毎日新聞社、2014）
- 『この素晴らしき世界！？』（毎日新聞出版、2015）
- 『ぐうたら上等』（毎日新聞出版、2016）
- 『TOKYO海月通信』(毎日新聞出版, 2017)
- 『ズレてる、私!? 平成最終通信』毎日新聞出版, 2018
- 『だから、何。』(毎日新聞出版, 2019)
- 『いいかげん、馬鹿』(毎日新聞出版、2020)
- 『まさかの日々』(毎日新聞出版、2021)
- 『いつか見た青空は』(毎日新聞出版、2022)
- 『何が何だか』(毎日新聞出版、2023)

年末に前年末から11月ごろまでの約1年分の連載を単行本として出すのが慣例となっている。文春文庫への収録は2004年の『無茶な人びと』を最後に中絶している。

### その他の単行本
- 『ウテナさん　祝電です』（主婦の友社、1984/ 新潮文庫、1990）
- 『スター★クレージー　女優編』（河出書房新社、1990）
- 『スター★クレージー　男優編』（河出書房新社、1990）
  - 『中野翠の断然おすすめシネマガイド　スター★クレージー』（福武文庫：ベネッセコーポレーション、1998）、「女優編」と「男優編」を合わせて再編。
- 『生意気時代』（文藝春秋、1992）
- 『映画の友人』（筑摩書房、1992/ ちくま文庫、1995）
- 『東京風船日記』（新潮社、新潮文庫、1993）
- 『映画超特急』（マガジンハウス、1994）
- 『ムテッポー文学館』（文藝春秋、1995/ 文春文庫、1998）
- 『会いたかった人』（徳間書店、1996）
- 『中野シネマ』（新潮社、1997）
- 『ふとどき文学館』（文藝春秋、1997）
- 『曲者天国』（文藝春秋、1999）
  - 『会いたかった人、曲者天国』（文春文庫、2001）、「会いたかった人」と「曲者天国」をまとめ文庫化
- 『お洋服クロニクル』（中央公論社、1999/ 中公文庫、2002）
- 『あやしい本棚』（文藝春秋、2001）
- 『千円贅沢』（講談社、2001）
- 『毎日一人はおもしろい人がいる』（講談社、2002）
  - 抜粋「毎日一人はおもしろい人がいるよりぬき」（講談社＋α文庫、2005）
- 『ぺこぺこ映画日記　1993－2002』（講談社、2002）
- 『我楽多じまん』（祥伝社、2004）
- 『今夜も落語で眠りたい』（文春新書、2006）
- 『この世には二種類の人間がいる』（文藝春秋、2007）
- 『斎藤佑樹くんと日本人』（文春新書、2007）
- 『小津ごのみ』（筑摩書房、2008 / ちくま文庫 2011）
- 『アメーバのように。私の本棚』（ちくま文庫、2010）
- 『この世は落語』（筑摩書房、2013、後にちくま文庫、2017）
- 『歌舞伎のぐるりノート』（ちくま新書、2013）
- 『いちまき ある家老の娘の物語』新潮社 2015
- 『あのころ、早稲田で』文藝春秋 2017　文春文庫　2020
- 『いくつになっても トシヨリ生活の愉しみ』文藝春秋, 2019　改題　ほいきた、トシヨリ生活　文春文庫　2022
- 『コラムニストになりたかった』　新潮社, 　2020

### 共著
- （橋本治）ふたりの平成（主婦の友社、1991、後に筑摩書房、ちくま文庫、1995）
- （日本ペンクラブ編、原田宗典ら多数）バイトの達人（福武書店、福武文庫、1993）
- （石川三千花）Ｖｉｄｅｏまっしぐら（主婦の友社、1994、 / 1997再刊）
- （石川三千花）ともだちシネマ（文藝春秋、1996、後に文春文庫、1999）
- （近藤誠, 宮崎哲弥, 吉本隆明）私は臓器を提供しない (洋泉社、新書y 2000）
- （久世光彦ら多数）話したい、話せない、「話す」の壁（ゆまに書房、2006）
- （徳岡孝夫）泣ける話、笑える話　名文見本帖（文藝春秋、文春新書、2012）
- （三浦しをん他多数）泥酔懺悔 （筑摩書房・ちくま文庫 2016）

### 編著
- 上等少女趣味101コラム（大陸書房、1982）
- ベスト・オブ・ドッキリチャンネル（森茉莉著、筑摩書房、1994）ちくま文庫版
- 日本の名随筆　別巻70　電話（作品社、1996）
- （坪内祐三と共同編集）明治の文学第17巻　樋口一葉（筑摩書房、2000）
- 尾崎翠集成（上下2巻、筑摩書房、ちくま文庫、2002）